# Стан Крийк (окръг)
Стан Крийк (на английски: Stann Creek) е един от 6-те окръга на централноамериканска държава Белиз. Неговият окръжен център е Дангрида. Населението му е 43 459 жители (по приблизителна оценка от юли 2017 г.). В окръга се намира и пристанището Биг Крийк, второто по значение в страната след Белиз Сити.